# Knud Mikkelsen
Knud Mikkelsen (omtales fra 1421, død mellem 1478 og 1488) var biskop i Viborg og jurist.
Om Knud Mikkelsen vides, at han var degn i København omkring 1450, og han omtales første gang som biskop i Viborg i 1452. Ud fra datidens regler om alder for biskopper kan det sluttes, at han må være født senest omkring 1420 (en mand skulle være fyldt 30 for at kunne udnævnes til biskop).
Han var uddannet i udlandet som utriusque juris doctor (dvs. juridisk doktor i både kanonisk ret og romerret) og må desuden have besiddet et diplomatisk talent, for han brugtes gennem mange år til mange diplomatiske udsendelser af den Christian I. Han var bortrejst i så stor en del af tiden, at der udnævntes en vikar (electus) til at tage sig af hans forpligtelser i Viborg.
Biskoppen er for eftertiden mest kendt for at have udarbejdet omfattende glosser til Jyske Lov fra 1241, som var gældende i det mindste i Jylland helt frem til Danske Lov i 1683. Glosserne er lavet efter bedste skolastiske forbillede og viser et indgående kendskab til både dansk ret og kanonisk ret.